# Pərixanım Sofiyeva

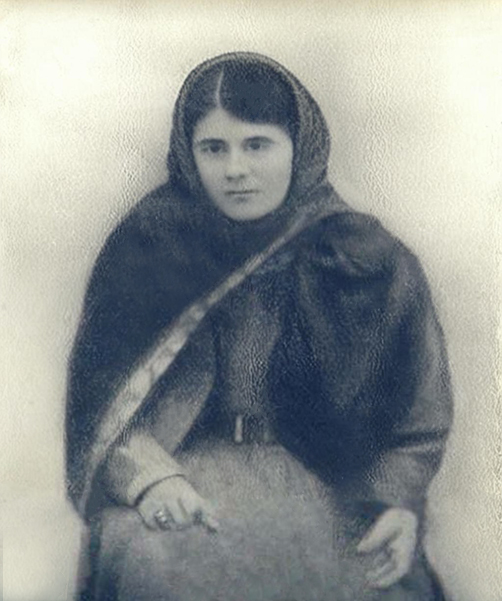
Pərixanım Sofiyeva

Pərixanım Sofiyeva (aserbaidschanisch Pərixanım Sofiyeva; georgisch ფერიხან სოფიევა; * 1884 in Karajala, Gouvernement Tiflis, Russisches Kaiserreich; † 1953 in Karajala, Georgian SSR, UdSSR) war die erste muslimische Frau, die in ein Parlament gewählt wurde.

## Leben
Pərixanım Sofiyeva wurde 1884 in eine wohlhabende Familie in Karajala geboren, das damals zur georgischen Region des Gouvernements Tiflis im Russischen Reich gehörte. Sie hatte neun Brüder und zwei Schwestern. Obwohl sie ältere Brüder hatte, übernahm sie in der Familie die Führung zwischen den Geschwistern, als sie jung war.

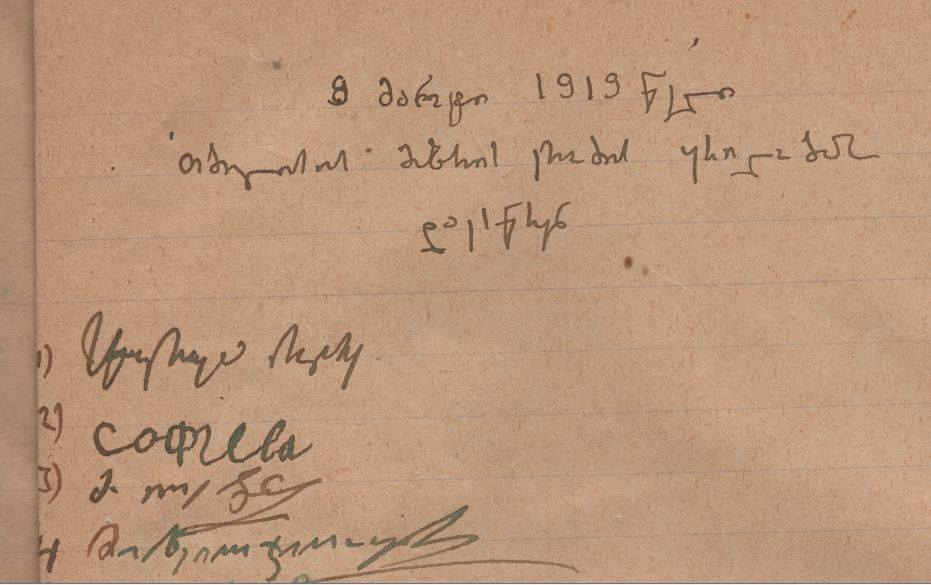
Unterschrift der Pərixanım Sofiyeva (zweiter auf der Liste) auf einem Protokoll zur Bekanntgabe der lokalen Regierungsvertreter.

Ihre Worte und Taten waren so einflussreich, dass die ganze Familie ihr gehorchte. Ihr Ruf ging bald über die Familie hinaus und sie wurde zu einer bekannten Anführerin des Dorfes und der Region.
Sofiyeva war überwiegend mit Männern unterwegs und entschied über die Angelegenheiten des Dorfes. Sie wurde immer eingeladen, um Rat zu suchen, bei verschiedenen Streitigkeiten zu schlichten und Zeremonien und Rituale zu leiten. Ihre Worte und Handlungen waren so scharf, dass die Dorfgemeinschaft sie anerkannte und ihr gehorchte.
Sofiyeva half jungen Neuverheirateten oder Waisenkindern der Dorfbewohner. Sie ließ eine Zughaltestelle in ihrem Dorf Karajala eröffnen. Für ihre Wohltätigkeitsorganisationen nahm sie einen Kredit bei der Bank auf.
Nach der Februarrevolution 1917 begannen im Kaukasus unter einer Übergangsregierung die Vorbereitungen für die Reform der Kommunalverwaltung und für Wahlen. 1918 war Georgien gerade dabei, die Demokratische Republik Georgien aufzubauen und gründete einen sozialdemokratischen, multiethnischen Staat mit einer Verfassung, die das allgemeine Wahlrecht, Minderheitenrechte und Religionsfreiheit festschrieb. Eine der ersten Amtshandlungen war die Durchführung von Kommunalwahlen, um eine demokratische Rechenschaftspflicht auf Dorfebene zu gewährleisten. Nach dem 28. Mai 1918 bis zum Ende des Jahres wurden in den Hauptbezirken Georgiens Wahlen abgehalten und die Selbstverwaltungsorgane nahmen ihre Arbeit auf. Im Jahr 1918 gewann Pərixanım Sofiyeva als unabhängige Kandidatin die Wahl gegen ihre Rivalen von der Georgischen Sozialistischen Föderalistischen Partei. Laut dem Historiker Irakli Khvadagiani war Sofieva die erste muslimische Frau, die formell ins Parlament gewählt wurde.
Nach der Besetzung Georgiens durch die Bolschewiken wurde der gesamte Besitz ihrer Familien beschlagnahmt. Sofiyeva hat sich komplett aus dem öffentlichen Leben zurückgezogen und sich auf ihre Familien konzentriert. Während Stalins Großer Säuberung wurden ihre fünf Brüder ermordet. Sie kümmerte sich bis zu ihrem Lebensende um die Kinder ihres ermordeten Bruders.
Pərixanım Sofijeva starb 1953 an einem Herzinfarkt, nachdem sie von der Verhaftung eines ihrer Neffen erfahren hatte. Ihr Grab im Dorf Karajala in der Region Gardabani wurde im Juni 2018 renoviert und ein Grabstein aufgestellt.